# Дубрава (річка)
Дубрава — річка в Україні, у Хустському районі Закарпатської області, права притока Тереблі (басейн Дунаю).

## Опис
Довжина річки приблизно 5 км. Формується з багатьох безіменних струмків.

## Розташування
Бере початок у селі Забрідь. Тече переважно на південний захід і у селі Драгово впадає у річку Тереблю, праву притоку Тиси.